# سوسن معالج
سوسن معالج، ممثلة تونسية. شاركت في العديد من الأفلام والمسلسلات والأفلام القصيرة والسينما. ظهرت في فيلم قصير للمخرج إبراهيم اللطيف بعنوان «ضحكة زائدة». وأدت دورًا في فيلم فرنسي بعنوان «الشمس المغتالة» للمخرج الجزائري الاصل عبد الكريم بهلول. 

## مسيرتها المهنية
ظهرت سوسن معالج على شاشة التلفاز في برنامج شمس عليك على قناة الأفق + : كانت منشطة هناك مع نجيب بلقاضي ، من 1999 إلى 2001 وهو العام الذي توقف فيه البرنامج بسبب إغلاق القناة. ثم استضافت البرنامج الحواري اليومي (أحلى سنين) الذي كان إلياس الغربي رئيس تحريره وعُرض على القناة 21. في الفترة من 2009 إلى 2010 قامت بإدارة برنامج ناس نسمة على قناة نسمة بجانب مضيفه فواز بن تمسك ؛ تلعب هناك العديد من الشخصيات الخيالية مثل ساسية وأنيسة بوسات ومدام قابسي في سجلات ساخرة. ولكن بعض هذه الرسومات مثيرة للجدل.

## الحياة الشخصية
فقدت والدها إثر حادث وعمره 42 سنة وكانت هي في الخامسة من عمرها. كانت متزوجة سابقا من المذيع التونسي إلياس الغربي وانفصلت عنه بعد زواج استمر لـ 11 عام. 

## أعمالها

### الأفلام الروائية
- 2003: اغتيال الشمس لعبد الكريم بهلول (ضيفة شرف)
- 2004: دار الناس لمحمد دمق: علياء أخت الهادي
- 2004: كلمة رجال لمعز كمون: ألفة
- 2005: زهرة النسيان لسلمى بكار
- 2013: الخميس العشية لمحمد دمق
- 2013: هز يا وز للمخرج إبراهيم لطيف: إيلفيس
- 2015: لالة زبيدة وناس ليحيى مزاحم: لالة زبيدة وناس
- 2018: في عينيا لنجيب بلقاضي: خديجة
- 2018: العفو لنجوى الإمام سلامة: صوفية

### أفلام قصيرة
- 2000: ضحك كثير للغاية : للمخرج إبراهيم اللّطيف
- 2005: تصاور : للمخرجين نجيب بلقاضي و سعاد بن سليمان
- 2006: صليب X : للمخرج مديح بلعيد
- 2006: أنا أراقبكم : للمخرج إبراهيم اللّطيف
- 2006: كيف الآخرين : للمخرج محمد بن عطية
- 2006: قطار قطار : للمخرج توفيق الباهي
- 2008: آلو : للمخرج مديح بلعيد
- 2010: شد : للمخرجة نجوى سلامة الإمام
- 2012: تدافع 9 أبريل 1938 : للمخرجين طارق الخلادي و سوسن سايا
- 2014: عسل مر : للمخرجة آمنة النجار : "ماجدة"
- 2014: 24 حقيقة : للمخرج سليم قريبع : "أسماء الباجي"

### مسلسلات
- 2002: عطر الغضب للمخرج الحبيب المسلماني : عَديلة
- 2003: سيتكوم عند عزيّز للمخرج صلاح الدين الصيد (ضيفة شرف الحلقة 25) : ألفة
- 2003: يا مسهّرني للمخرج المنصف ذويب
- 2004: حسابات وعقابات للمخرج الحبيب المسلماني : نجلاء
- 2005: عودة المنيار للمخرج الحبيب المسلماني : هدى
- 2007: الليالي البيض للمخرج الحبيب المسلماني : عائدة
- 2008: بين الثنايا للمخرج الحبيب المسلماني : نعيمة
- 2008: سيتكوم شوفلي حل (الموسم 5) للمخرج صلاح الدين الصيد : ميمي
- 2010: سيتكوم نسيبتي العزيزة (الموسم 1) للمخرج صلاح الدين الصيد : فْتُوحْ(فتحيّة)
- 2012: سيتكوم زنقة النّساء للمخرج حمزة العلويني : بيّة
- 2013: يوميات إمرأة للمخرج نجيب عياد : علياء
- 2013: نجوم الليل (الموسم 4) للمخرج مهدي نصرة : سلمى
- 2013: سيتكوم هابي ناس (الموسم 1) للمخرج مجدي السميري : مَنُّو
- 2014: سيتكوم هابي ناس (الموسم 2) للمخرج مجدي السميري : مَنُّو
- 2014: ناعورة الهواء (الموسم 1) للمخرج مديح بلعيد : ناهد
- 2016: سيتكوم الرئيس للمخرج جميل النجار : رفيعة
- 2016: سيتكوم بوليس 2.0 للمخرج مجدي السميري : سيدة لبنى
- 2018: سيتكوم لاڢاج للمخرج سيف الظريف : وجيهة
- 2019: القضية 460 للمخرج مجدي السميري : ريم
- 2022: كان يا ما كانش (الموسم 2) للمخرج عبد الحميد بوشناق : الملكة إليسار

### أفلام تلفزيونية
- 2003: خطى فوق السحاب للمخرج عبد اللطيف بن عمار : ريم (ضيفة شرف)
- 2009: شوفلي حل للمخرج عبد القادر الجربي : ميمي

### المسرح
- 2005: الأحوال المدنية لعاطف بن حسين
- 2013: زنقة النساء، التكيف التونسي لمسرحية العشيرة المطلقة إخراج سامي المنتصر

## وصلات خارجية
- سوسن معالج على موقع IMDb (الإنجليزية)
- سوسن معالج على موقع قاعدة بيانات الأفلام العربية

- سوسن معالج  على فيسبوك.